# Первенство РСФСР по футболу среди сборных команд районов 1927
С 6 по 27 августа 1927 года в РСФСР в рамках Всероссийского праздника физкультуры был проведен футбольный турнир среди сборных команд городов. В спортивных газетах соревнование называлось Первенством РСФСР по футболу.
Победителем соревнований стала сборная команда Москвы.

## Организация и проведение первенства
Всероссийскому празднику физкультуры предшествовали районные праздники (отборочные соревнования), по результатам которых формировались сборные команды районов. Территория РСФСР была поделена на 16 регионов:
- Северный район (с центром в Архангельске). По итогам районного праздника физкультуры право представлять район на всероссийских соревнованиях было поручено сборной города Архангельска.
- Северо-западный район (Новгород) - сборная города Новгорода.
- Средневолжский район (Казань) - сборная команда городов Самары, Вятки, Казани.
- Центрально-промышленный район (Нижний Новгород) - сборная команда Владимирской губернии (на базе команды города Коврова, усиленная рядом игроков из Владимира, Мурома и других городов).
- Нижневолжский район (Сталинград) - сборная Сталинграда.
- Центрально-чернозёмный район (Воронеж) - сборная Курска.
- Московский район - сборная Москвы.
- Центральный район (Тула) - отборочные команды проведены не были; футбольная сборная команда региона, хотя и была включена в сетку календаря турнира, так и не была сформирована и не приняла участие в соревнованиях.
- Западный район (Смоленск) - сборная команда городов Смоленска, Брянска, Ярцево.
- Северокавказский район (Ростов-на-Дону) - сборная Ростова и Таганрога.
- Сибирский район (Новосибирск) - отборочные соревнования были проведены в полном объеме, однако к первому матчу на своем поле сборная команда не была собрана, проведение матча было сорвано и команда исключена из розыгрыша. Однако затем сборная самовольно явилась в Москву для участия в дальнейшей стадии розыгрыша и даже одержала победу в ней; однако после выяснения всех подробностей результат был опротестован соперниками и команда дисквалифицирована.
- Казахстанский район (Оренбург) - сборная Оренбурга и Актюбинска.
- Дальневосточный район (Хабаровск) - сборная сформирована не была. Тем не менее, ввиду отказа в первом туре команды Сибири провести запланированный матч, Дальний Восток без игры прошел в 1/4 финала, на игры которой в Москву футбольную сборную не отправил.
- Ленинградский район - сборная Ленинграда.
- Уральский район (Свердловск) - сборная Перми, усиленная игроками Свердловска, Невьянска, Шадринска.
- Крымский район (Севастополь) - сборная Симферополя.

## Ход турнира
Соревнование проводилось по «олимпийской системе». Матчи первого круга игрались в различных городах РСФСР; начиная с 1/4 финала, все матчи проводились в Москве.

### Турнирная сетка
| 1/8 финала            | 1/8 финала |  |                       | 1/4 финала      | 1/4 финала |  |  | 1/2 финала      | 1/2 финала |  |                   | Финал             | Финал |
|                       |            |  |                       |                 |            |  |  |                 |            |  |                   |                   |       |
| Москва                | 8          |  |                       |                 |            |  |  |                 |            |  |                   |                   |       |
| ЦПР                   | 3          |  |                       | Москва          | +          |  |  |                 |            |  |                   |                   |       |
| ЦЧР                   | +          |  | ЦЧР                   | -               |            |  |  |                 |            |  |                   |                   |       |
| Центральный район     | -          |  |                       |                 |            |  |  | Москва          | 4          |  |                   |                   |       |
| Северный Кавказ       | 4          |  |                       |                 |            |  |  | Северный Кавказ | 2          |  |                   |                   |       |
| Крым                  | 2          |  |                       | Северный Кавказ | 2          |  |  |                 |            |  |                   |                   |       |
| Средняя Волга         | 1          |  | Средняя Волга         | 1               |            |  |  |                 |            |  |                   |                   |       |
| Нижняя Волга          | 0          |  |                       |                 |            |  |  |                 |            |  |                   | Москва            | 15    |
| Казахстан             | 4          |  |                       |                 |            |  |  |                 |            |  |                   | Западный район    | 0     |
| Урал                  | 1          |  |                       | Казахстан       | +          |  |  |                 |            |  |                   |                   |       |
| Дальний Восток        | +          |  | Дальний Восток        | -               |            |  |  |                 |            |  |                   |                   |       |
| Сибирь                | -          |  |                       |                 |            |  |  | Казахстан       | 0          |  | Матч за III место | Матч за III место |       |
| Западный район        | 0          |  |                       |                 |            |  |  | Западный район  | 8          |  |                   |                   |       |
| Ленинград             | 0          |  |                       | Западный район  | 6          |  |  |                 |            |  | Северный Кавказ   | +                 |       |
| Северо-западный район | 4          |  | Северо-западный район | 4               |            |  |  |                 |            |  | Казахстан         | -                 |       |
| Северный район        | 0          |  |                       |                 |            |  |  |                 |            |  |                   |                   |       |

### Матчи

#### 1/8 финала
| 7 августа 1/8 (1) | Москва           | 8:3 | Центрально-промышленный район   | Владимир                |
| | - Т.Григорьев 1′ |     | - 2:1′ А.Петров - (пен.) Князев | Судья: П.Бозов (Москва) |
| Москва: Леонов - Хрусталев, Ал.Старостин - Л.Сандлори, Ан.Старостин, Манолин - Т.Григорьев, Сушков, Мельников, С.Егоров, Шапошников Центрально-промышленный район: Запруднов - Сафонов, Никифоров - Лапшин, Князев, Шеффер - Эльманов, А.Петров, К.Петров, Турукин, И.Петров |                  |     |                                 |                         |

| 6 августа 1/8 (2) | Северный Кавказ                                                        | 4:2 | Крым              | Ростов                                   |
| | - Гущин 65′ (пен.) - А.Серлин (2:2)′ - Носов (3:2)′ - И.Фесенко (4:2)′ |     | - (0:1)′ - (0:2)′ | Стадион: «Спартак» Судья: А.Грамматикати |
| Северный Кавказ: Чеботарев - Д.Сафьянопуло, Букатин - Шумаков, Мельничук, Ицкович (Галаджев) - Подмарков, Носов, А.Серлин, Гущин, И.Фесенко Крым: Белуха - Зевли, Лушенко, М.Григоров - А.Григоров, С.Урбанский, Евцихевич - Прудников, Варрава, Лебедев, Гавриленко, Бастианов, А.Урбанский |                                                                        |     |                   |                                          |

| 6 августа 1/8 (3) | Западный район | 0:0 | Ленинград | Смоленск                 |
| |                |     |           | Судья: Н.Кауров (Москва) |
| Ленинград: Савинцев - Г.Гостев, Трутнев - Е.Тихомиров, И.Столяров, В.Систонен - П.Григорьев, Барулин, Кусков, Б.Шелагин, Тищинский |                |     |           |                          |

| 7 августа 1/8 (4) | Средняя Волга | 1:0 | Нижняя Волга | Сталинград                              |
| |               |     |              | Стадион: ГСФК Судья: Я.Медовар (Москва) |
| Средняя Волга: Крузэ - Лабут, Леман - Смолин, Борисов, Машковцев - Козыркин, Коротков, Калинин, Кузьминых, Чуватин Нижняя Волга: Четаев - Оленников, Зырянов - Изнаирский, Елшин, Сотников - Арбузников, Колесников, Мальцев, Горячев, Воеводин |               |     |              |                                         |

| 17 августа 1/8 (5) | Казахстан | 4:1 | Урал | Москва |
| Урал: Щенников, Лагуткин - Колеватов, Андросов, Высоких - Коковин, Кучера, Калашников, Ротрс - Андронников, Скоробогатов, Антонов, Волков, Ашихмин |           |     |      |        |

| 18 августа 1/8 (6) | Северо-западный район | 4:0 | Северный район | Москва |

#### 1/4 финала
| 20 августа 1/4 (1) | Северный Кавказ | 2:1 | Средняя Волга | Москва               |
|                    |                 |     |               | Стадион: им.Томского |

| 20 августа 1/4 (2) | Западный район | 6:4 | Северо-западный район | Москва               |
|                    |                |     |                       | Стадион: им.Томского |

#### 1/2 финала
| 23 августа 1/2 (1) | Москва          | 4:2 | Северный Кавказ                            | Москва                                         |
| | - (1:0)′ (пен.) |     | - (1:1)′ А.Серлин - ~40' (пен.) ~40′ Гущин | Стадион: «Пролетарская кузница» Зрителей: 5000 |
| Москва: Чулков - В.Лапшин, Пчеликов - Пахомов, Селин, Никишин - Н.Старостин, С.Егоров, К.Блинков, С.Иванов, Холин Северный Кавказ: Чеботарев - Д.Сафьянопуло, Букатин - Шумаков, Мельничук, Корнильев - Подмарков, Гончаров, А.Серлин, Гущин, И.Фесенко |                 |     |                                            |                                                |

| 23 августа 1/2 (2) | Западный район | 8:0 | Казахстан | Глухово |

#### Финал
| 27 августа финал | Москва                                                          | 15:0    | Западный район | Москва                                      |
| | - Н.Старостин - С.Иванов - К.Блинков - Холин - Селин - С.Егоров | (отчёт) |                | Стадион: ОППВ Судья: И.Савостьянов (Москва) |
| Москва: Чулков - В.Лапшин, Пчеликов - Пахомов, Селин, Никишин - Н.Старостин, С.Егоров, К.Блинков, С.Иванов, Холин Западный район: И.Феоктистов, А.Андреев, Н.Парфенов, И.Москалев, С.Гурьев, Я.Шескальне, П.Карась, Л.Любимский, М.Чепляев, Н.Мишонов, Петров - Команда Западного района потеряла из-за травмы в середине первого тайма вратаря, место которого занял полевой игрок |                                                                 |         |                |                                             |

#### Другие матчи
- III место без игры получила команда Северного Кавказа ввиду отказа команды Казахстана.
- Был запланирован «утешительный» турнир за V место. В нем ввиду отказов был сыгран лишь один матч: Среднее Поволжье - ЦЧР - 6:1.
- Сборная Сибири, уже выбыв из турнира, все же приехала в Москву и до выяснения всех обстоятельств успела в рамках первенства сыграть матч (впоследствии аннулированный) с командой Казахстана - 3:0.